# Ripciîți, Drohobîci
Ripciîți (în ucraineană Ріпчиці) este o comună în raionul Drohobîci, regiunea Liov, Ucraina, formată numai din satul de reședință.

## Demografie
Componența lingvistică a comunei Ripciîți
     Ucraineană (100%)
Conform recensământului din 2001, toată populația comunei Ripciîți era vorbitoare de ucraineană (100%).